# Catedral de Bremen
La catedral de Bremen (en alemany: Bremer Dom o St Petri Dom zu Bremen), dedicada a sant Pere, és una església situada a la plaça del mercat en el centre de la ciutat de Bremen, al nord d'Alemanya. La catedral pertany a l'Església Evangèlica a Alemanya.
Els saxons van cremar l'església original en el seu atac a Bremen i no va ser restablerta fins tretze anys més tard.

## Història

### Primers edificis
La primera estructura de l'església que es pot verificar al lloc on hi ha la catedral de Bremen va ser una església de fusta situada en un punt elevat amb vistes al riu Weser, construïda per sant Willehad, un dels primers missioners dels frisis. L'església va ser construïda cap al 789 conjuntament amb la creació de la Diòcesi de Bremen amb Willehad com el primer bisbe.
Només tres anys després, els saxons van atacar i cremar Bremen i la seva petita catedral de fusta. No n'ha quedat cap rastre. La seu va quedar vacant durant tretze anys fins que va ser restablerta sota el mandat del bisbe Willerich l'any 805. St Petri va ser construïda com una catedral de pedra sorrenca local en diverses etapes pel bisbe Willerich.
Es creu que durant el temps d'Anscari la catedral tenia una nau central i dues de laterals amb un cor a cada extrem de la nau, una forma típica d'església carolíngia. Hi havia una escola catedralícia i un claustre.
El 1041 la major part de la catedral de Bremen va ser destruïda per un terrible incendi, que també va destruir gran part de la biblioteca de la catedral.

### Basílica romànica

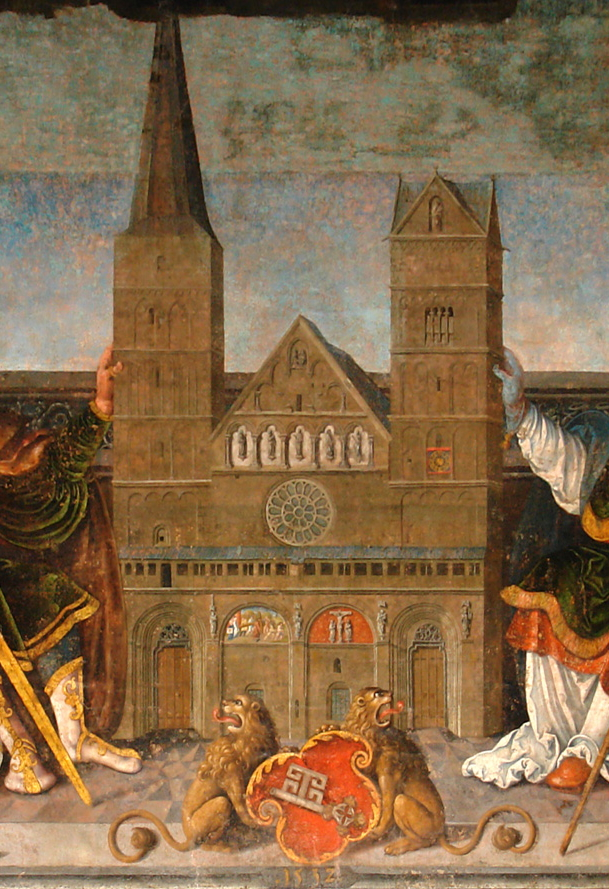
Pintura: Catedral en 1532

Després de l'incendi una nova catedral molt més gran va ser construïda com una basílica de pilars amb arcs d'estil romànic arrodonit un sostre de fusta pla.
Adalbert també volia millorar la reputació de l'escola de la catedral i va convidar Adam de l'Escola Catedral de Magdeburg a anar a Bremen i es convertí en el seu director. Adam va escriure després de 1072 les Obres dels bisbes de l'església d'Hamburg, una història dels esforços missioners al nord d'Alemanya i Escandinàvia, en quatre volums.

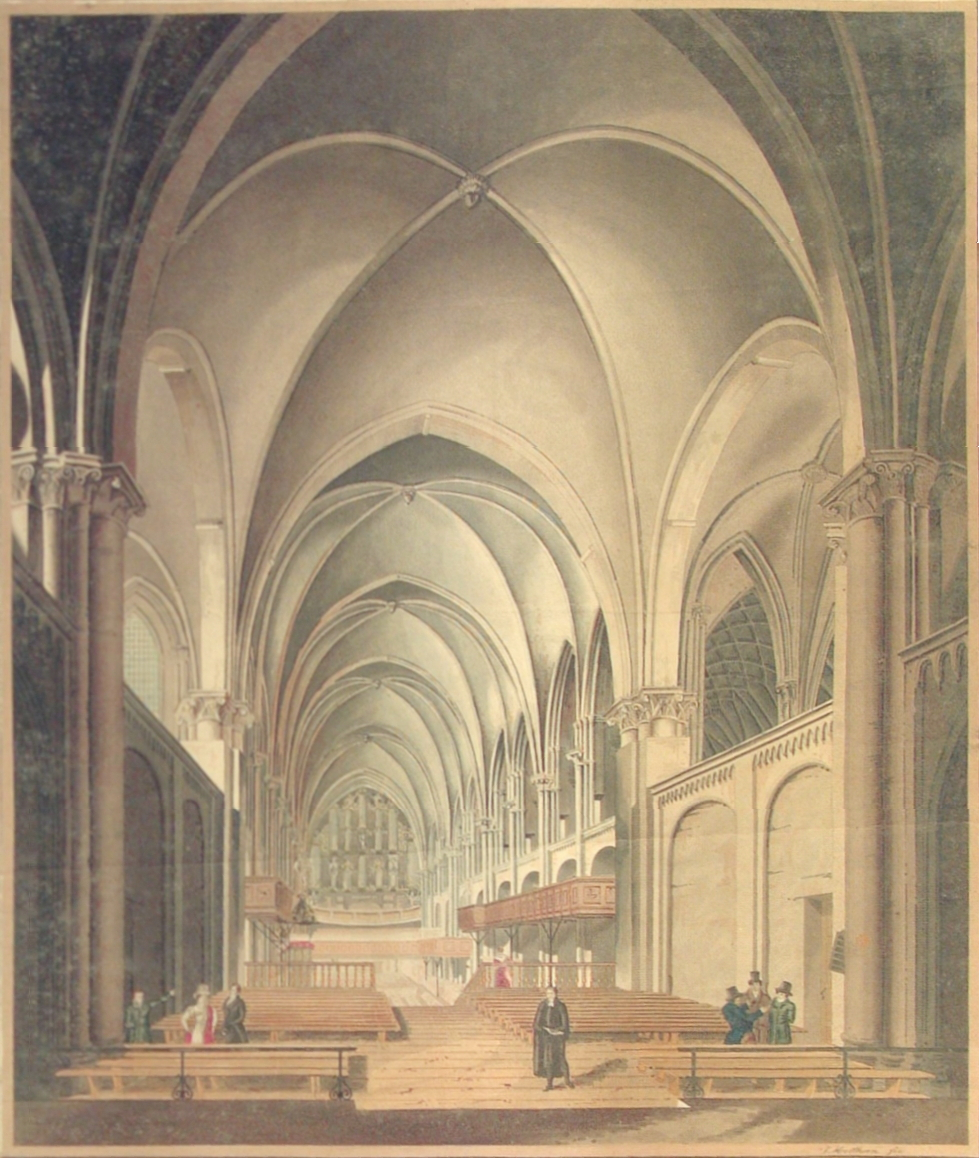
1827 amb orgue d'Arp Schnitger de 1693–1698
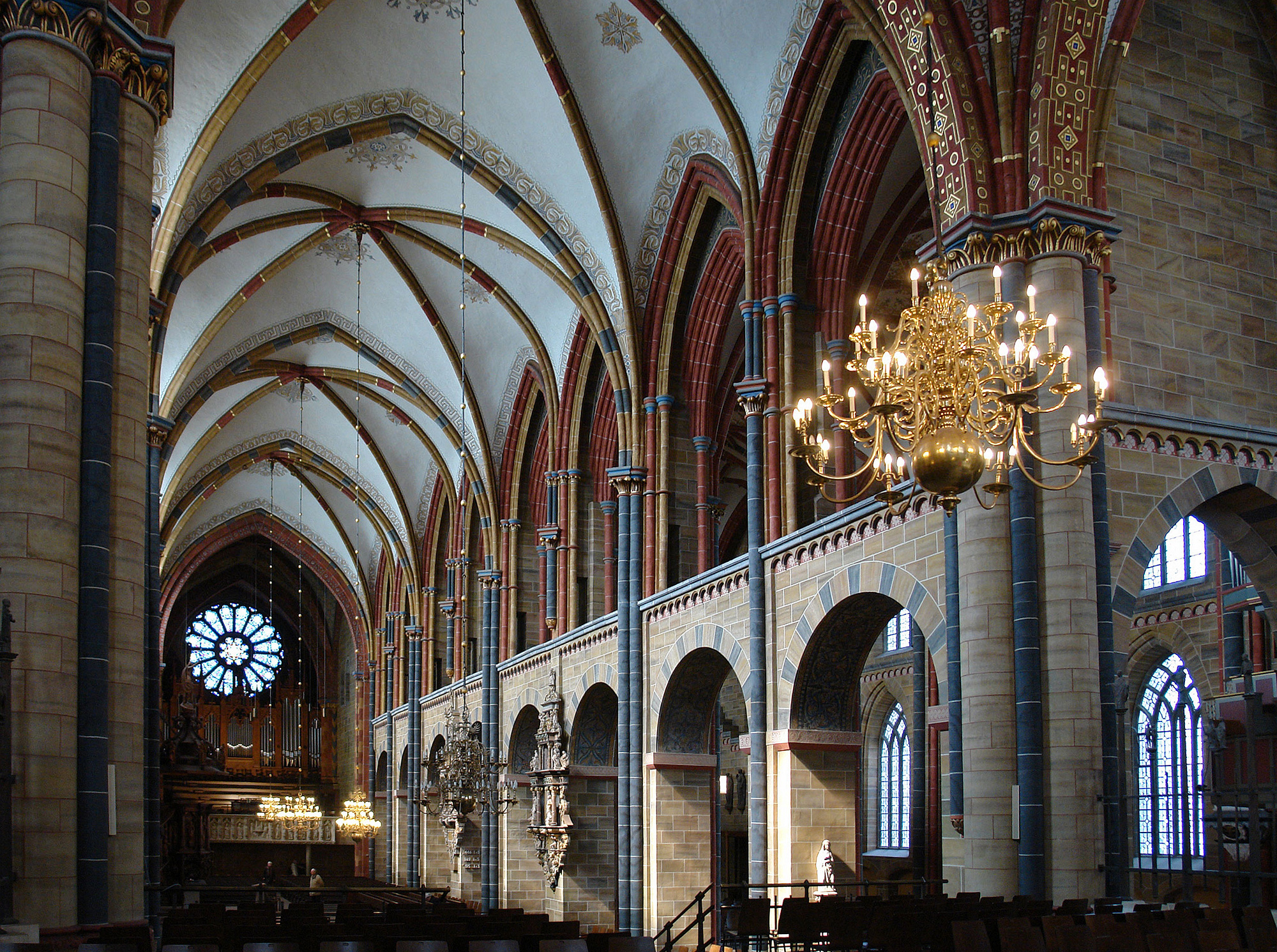
Nau central
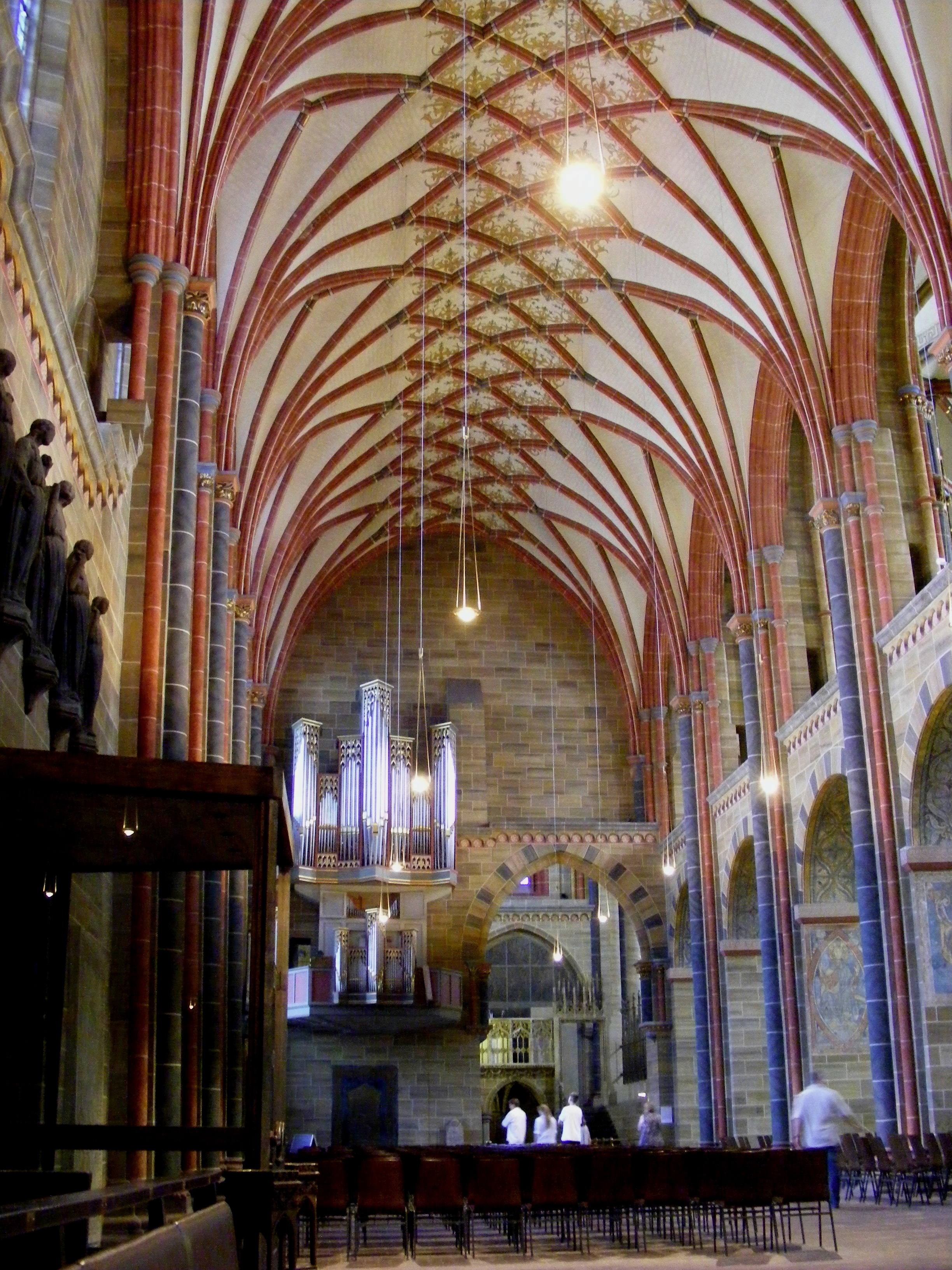
Nau nord de 1502/1522
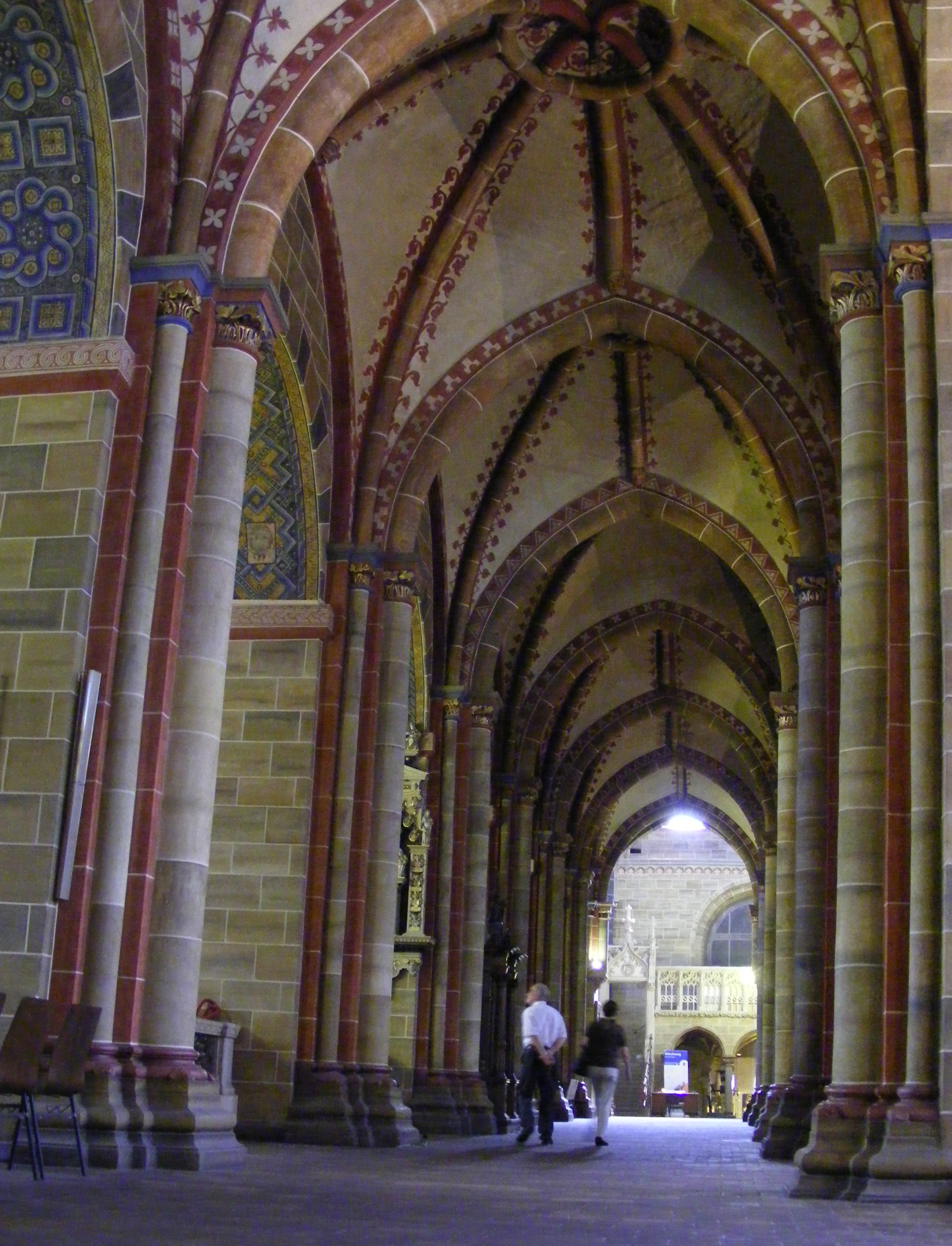
Nau sud

### Gòtic
Sota el mandat del bisbe Gebhard II (1219-1258) l'església va ser remodelada per reflectir la nova arquitectura gòtica que es va estendre per tota Europa. A causa de l'escassetat de pedra per construir, l'església va ser erigida en maó cuit com molts altres grans edificis públics i eclesiàstics al nord d'Europa. El sostre pla de la basílica es va canviar per un de volta de creueria que va ser el segell distintiu de l'arquitectura gòtica eclesial.
Amb el príncep-arquebisbe Johann Rode von Wale, que va manar entre 1497 i 1511, l'estil de la basílica va tornar a canviar cap a un estil «Alt-Gòtic» alemany amb una nova nau al nord. La catedral va ser utilitzada principalment per a celebracions religioses i esdeveniments especials, però no oficiava diàriament.

### Reforma protestant

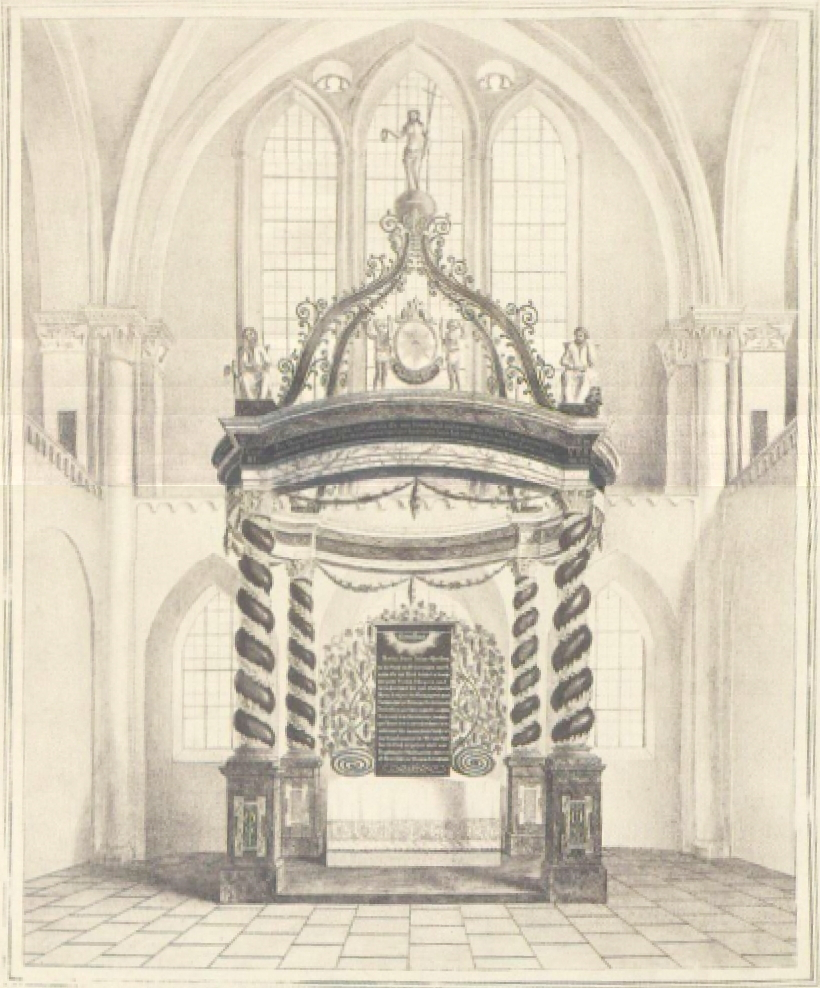
Altar major des de 1694/96 fins a 1839

- Catedral, tancada de 1532 a 1547 i de 1561 a 1638.
- Reformador Albert Rizeus Hardenberg de 1547 a 1561.

### Catàstrofes de torres
- 1638: cau la torre sud
- 1656: incendi de la torre nord.

### Església luterana
- Única església luterana de Bremen de 1638 a 1873.
- Parròquia des de 1810 fins al present.

### Gran reconstrucció

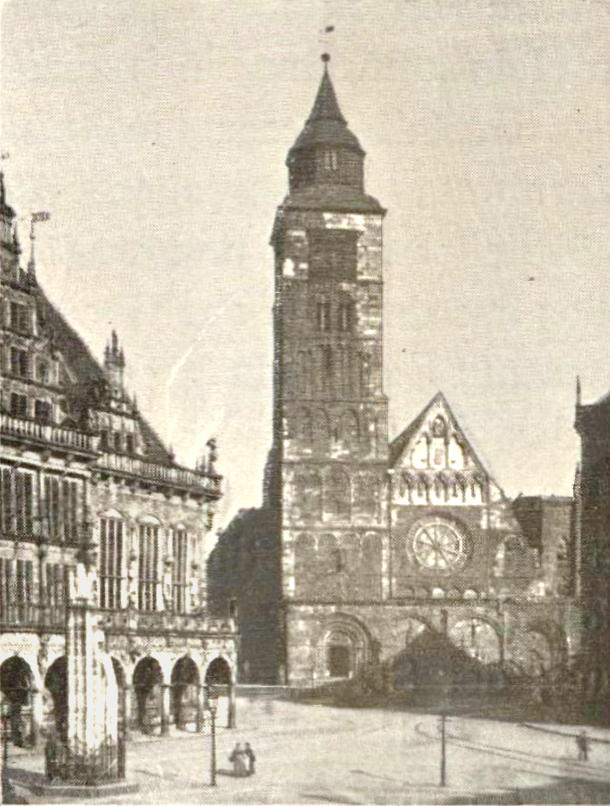
Abans de 1888, torre nord amb agulla de 1767

En la dècada de 1880 els ciutadans de Bremen va decidir que la catedral havia de ser restaurada i els treballs van començar el 1888 i van acabar el 1901.

## Curiositats
L'església va quedar afectada per l'impacte d'una bomba durant una incursió aèria Aliada el 1943 i va patir diversos danys fins al 1945, quan una bomba d'alt poder explosiu va causar l'enfonsament de la volta del sostre. L'estructura va quedar tan greument malmesa que es va témer que l'edifici s'ensorrés totalment. No obstant això, es van estabilitzar les ruïnes i l'església va ser reconstruïda el 1950. De 1972 a 1981 l'església va ser restaurada de nou segons l'estil Alt-Gòtic de la restauració de 1901.